# Північносаамська Вікіпедія
Північносаамська Вікіпедія (півн.-саам. Davvisámegiel Wikipedia) — розділ Вікіпедії північносаамською мовою. Створена у 2004 році. Північносаамська Вікіпедія станом на 27 березня 2025 року містить 7900 статей, 31 275 зареєстрованих користувачів, 28 активних дописувачів, 5 адміністраторів
. Загальна кількість сторінок в північносаамській Вікіпедії — 20 968, редагувань — 304 200, мультимедійні файли відсутні
. Глибина (рівень розвитку мовного розділу) північносаамської Вікіпедії середня і становить 39.7 пунктів
. 

## Історія
- Березень 2005 — створена 100-та стаття[3].
- Червень 2006 — створена 1 000-на стаття[3].
- Липень 2012 — створена 5 000-на стаття[4].